# Großes Moosbruch
Das Große Moosbruch (russisch Большое Моховое болото Bolschoje Mochowoje boloto) ist ein großes Moor am Südostufer des Kurischen Haffs und östlich des Flusses Deime (Deima), etwa 20 Kilometer nordöstlich der Kreisstadt Polessk (Labiau). Das Moorgebiet gehört administrativ zum Rajon Polessk der Oblast Kaliningrad, Russland, bis 1945 zum Landkreis Labiau in Ostpreußen. Im Norden geht das Gebiet in die Elchniederung über.

## Aufbau
In seinem Zentralteil besteht es aus einem ausgedehnten Hochmoor, welches ringförmig von Übergangsmoor und Niedermoor umgeben wird. Während das zentrale Hochmoor ca. 6 m NN liegt, besitzen die Niedermoorregionen nur eine Höhe von 0,5–2 m NN. Das Moor ist auf meist feinkörnige Sedimente (Schluff, Feinsand) des Memeldeltas aufgewachsen. Seine Entstehung wird mit dem Anstieg des Ostseespiegels zur Zeit der sogenannten Littorina-Transgression verknüpft. Maximal konnten bei neueren Untersuchungen (siehe Literatur) bis zu mehr als 10 m Torfauflage festgestellt werden.
Der Zentralteil des Hochmoores ist nahezu waldfrei und wird vor allem von Torfmoosen der Gattung Sphagnum bewachsen. Das anschließende Übergangsmoor ist vor allem mit Kiefern und Birken bewaldet. Auf den Niedermoorstandorten stockt heute ein Erlenbruchwald.

## Geschichte
Die Besiedlung des Moosbruches begann in der Mitte des 18. Jahrhunderts auf Veranlassung des preußischen Königs Friedrich II. Entlang dem Moorrand wurden nach und nach Kolonistendörfer gegründet. Vor allem die Niedermoorbereiche und teilweise das Übergangsmoor wurden kultiviert. Das zentrale Hochmoor blieb nahezu unberührt. Im Großen Moosbruch gibt es mehrere Kanäle, darunter den Polesski Kanal (Großer Friedrichsgraben). Sie wurden als Binnenschifffahrtswege und zur Entwässerung angelegt. Bis zum Ende des Zweiten Weltkrieges lag das Moosbruch auf dem Gebiet Ostpreußens. Nach dem Kriegsende wurden die deutschen Bewohner vertrieben. Trotz der russischen Besiedlung nach dem Krieg blieben aber fast alle Dörfer wüst. Lediglich das Dorf Lauknen (heute Gromowo) besteht nach wie vor. Das Ende der landwirtschaftlichen Nutzung führte in den ehemals kultivierten Gebieten zur Wiedervernässung und Wiederbewaldung.

### Amtsbezirk Großes Moosbruch (1938–1945)
Am 25. August 1938 wurde ein eigener „Amtsbezirk Großes Moosbruch“ gebildet, der bis 1945 bestand. Er entstand durch Umbenennung des Amtsbezirks Lauknen und gehörte zum Kreis Labiau im Regierungsbezirk Königsberg der preußischen Provinz Ostpreußen. Der Amtsbezirk Großes Moosbruch umfasste vier Gemeinden, die bis auf Gromowo nicht mehr existieren:
| Name                    | Name bis 1938   | Russischer Name |
| ----------------------- | --------------- | --------------- |
| Friedrichsrode (Ostpr.) | Alt Sussemilken | Tarassowka      |
| Hohenbruch (Ostpr.)     | Lauknen         | Gromowo         |
| Timber                  |                 | Rybazkoje       |
| Welmdeich               | Petricken       | Fontanka        |

Leiter des Amtsbezirks Großes Moosbruch war zuletzt Amtsvorsteher Grigull aus Hohenbruch. Von August 1939 bis Januar 1945 existierte dort das KZ Hohenbruch.

## Heutiger Status
Die Gegend ist ein Rückzugsgebiet für viele bedrohte Tier- und Pflanzenarten. Unter anderem kommen hier Elche vor. Aber auch zahlreiche bedrohte Pflanzenarten haben hier ausgedehnte Rückzugsräume. Seit 1994 stehen 148 km² Moorfläche unter Naturschutz.